# جمال الدين خواجة نيازوف
دزامالدين خودزهانيازوف (بالروسية: Ходжаниязов, Джамалдин Абдухалитович)‏ (18 يوليو 1996 تركمانستان - ) هو لاعب كرة قدم روسي، يلعب كمدافع.

## وصلات خارجية
دزامالدين خودزهانيازوف على موقع الاتحاد الأوربي (الإنجليزية)
- دزامالدين خودزهانيازوف على موقع قاعدة بيانات كرة القدم.إي يو (الإنجليزية)
- دزامالدين خودزهانيازوف على موقع Soccerway.com (الإنجليزية)